# Dobré
Dobré är en by och kommun i Tjeckien. Den ligger i den nordöstra delen av landet, 130 km öster om huvudstaden Prag. Dobré ligger 446 meter över havet och antalet invånare är 849.